# چشمه آبگرم کاوائورا
چشمه آبگرم کاوائورا (به ژاپنی: 川浦温泉 かわうらおんせん)، یک اونسن است که در شهر یاماناشی در استان یاماناشی قبلاً ولایت کای واقع شده است.
در امتداد دره نیشیزاوا در بالادست رودخانه فوفوکی، مسافرخانه‌ای به نام «یاماکنکان» در کوهستانی در ارتفاع ۸۰۰ متری وجود دارد.
مسافرخانه توسط یکی از نوادگان یاماگاتا نوبوتسوگو، پسر چهارم یاماگاتا ماساکاگه، یکی از چهار پادشاه آسمانی تاکدا اداره می‌شود.
قسمت شمالی این منطقه به عنوان پارک ملی چیچیبو-تاما کای تعیین شده است، بنابراین به عنوان پایگاهی برای کوه‌نوردی استفاده می‌شود. در جنوب منطقه شهر یاماناشی قرار دارد.